# نرم‌تن‌شناسی

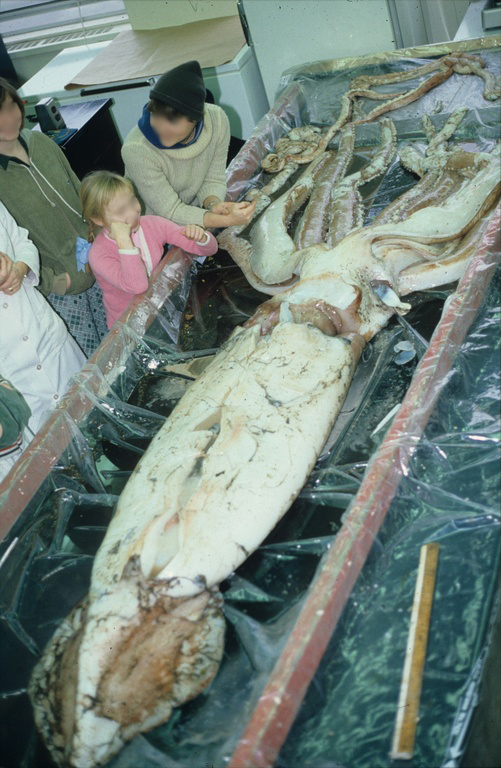
شاخه‌ای از نرم‌تن‌شناسی، به مطالعه و بررسی سرپایان می‌پردازد. مانند سرپاور غول یا ماهی مرکب غول‌آسای در تصویر

نرم‌تن‌شناسی، شاخه‌ای از علم جانورشناسی بی‌مهرگان است که به مطالعه و پژوهش دربارهٔ نرم‌تنان می‌پردازد. نرم‌تنان شاخه‌ای از جانوران هستند که از نظر تعداد گونه‌های توصیف‌شده، پس از بندپایان، دومین رتبه را دارند. نرم‌تنان شامل انواع گوناگون و متعددی از جمله ماهی مرکب، هشت‌پا، صدف دوکفه‌ای و لیسه (حلزون) هستند و بسیاری، صدف دارند. از زمینه‌های پژوهشی نرم‌تن‌شناسی، آرایه‌شناسی، بوم‌شناسی و فرگشت (تکامل) گونه‌های نرم‌تنان است. انجمن‌ها و مجلات علمی تخصصی (ژورنال‌ها) متعددی در زمینهٔ نرم‌تن‌شناسی فعالیت می‌کنند. فهرستی از انجمن‌ها، در اینجا در ویکی‌پدیای انگلیسی در دسترس است. فهرستی از مجلات علمی نیز در همین وبگاه در اینجا موجود است.